# Скотт Нідермаєр
Скотт Нідермаєр (англ. Scott Niedermayer, нар. 31 серпня 1973, Едмонтон) — колишній канадський хокеїст, що грав на позиції захисника. Виступав також у складі національної збірної Канади.
Член Зали слави хокею з 2013 року. Олімпійський чемпіон. Володар Кубка Стенлі. Провів понад тисячу матчів у Національній хокейній лізі.

## Ігрова кар'єра
Хокейну кар'єру розпочав 1991 року виступами за команду «Камлупс Блейзерс» у ЗХЛ.
1991 року був обраний в драфті НХЛ під 3-м загальним номером командою «Нью-Джерсі Девілс». Загалом провів 1465 матчів у НХЛ, включаючи 202 матчі плей-оф Кубка Стенлі.
Протягом професійної клубної ігрової кар'єри, що тривала 20 років, захищав кольори команд «Нью-Джерсі Девілс» та «Анагайм Дакс».
Був гравцем молодіжної збірної Канади, у складі якої брав участь у 10 іграх. Виступав за національну збірну Канади, провів 36 ігор в її складі.

## Нагороди та досягнення
- Володар Кубка Стенлі — 1995, 2000, 2003, 2007
- Володар Призу Джеймса Норріса — 2004
- Володар Призу Конна Сміта — 2007
- Учасник матчу усіх зірок НХЛ — 1998, 2001, 2004, 2007, 2008, 2009
- Олімпійський чемпіон — 2002, 2010
- Чемпіон світу — 2004

## Статистика

### Клубні виступи
| Сезон     | Клуб                | Ліга      | Регулярна першість | Регулярна першість | Регулярна першість | Регулярна першість | Регулярна першість | Плей-оф | Плей-оф | Плей-оф | Плей-оф | Плей-оф |
| Сезон     | Клуб                | Ліга      | І                  | Г                  | П                  | О                  | ШХ                 | І       | Г       | П       | О       | ШХ      |
| --------- | ------------------- | --------- | ------------------ | ------------------ | ------------------ | ------------------ | ------------------ | ------- | ------- | ------- | ------- | ------- |
| 1989–90   | «Камлупс Блейзерс»  | ЗХЛ       | 64                 | 14                 | 55                 | 69                 | 64                 | 17      | 2       | 14      | 16      | 35      |
| 1990–91   | «Камлупс Блейзерс»  | ЗХЛ       | 57                 | 26                 | 56                 | 82                 | 52                 | —       | —       | —       | —       | —       |
| 1991–92   | «Нью-Джерсі Девілс» | НХЛ       | 4                  | 0                  | 1                  | 1                  | 2                  | —       | —       | —       | —       | —       |
| 1991–92   | «Камлупс Блейзерс»  | ЗХЛ       | 35                 | 7                  | 32                 | 39                 | 61                 | 17      | 9       | 14      | 23      | 28      |
| 1992–93   | «Нью-Джерсі Девілс» | НХЛ       | 80                 | 11                 | 29                 | 40                 | 47                 | 5       | 0       | 3       | 3       | 2       |
| 1993–94   | «Нью-Джерсі Девілс» | НХЛ       | 81                 | 10                 | 36                 | 46                 | 42                 | 20      | 2       | 2       | 4       | 8       |
| 1994–95   | «Нью-Джерсі Девілс» | НХЛ       | 48                 | 4                  | 15                 | 19                 | 18                 | 20      | 4       | 7       | 11      | 10      |
| 1995–96   | «Нью-Джерсі Девілс» | НХЛ       | 79                 | 8                  | 25                 | 33                 | 46                 | —       | —       | —       | —       | —       |
| 1996–97   | «Нью-Джерсі Девілс» | НХЛ       | 81                 | 5                  | 30                 | 35                 | 64                 | 10      | 2       | 4       | 6       | 6       |
| 1997–98   | «Нью-Джерсі Девілс» | НХЛ       | 81                 | 14                 | 43                 | 57                 | 27                 | 6       | 0       | 2       | 2       | 4       |
| 1998–99   | «Юта Гріззліс»      | МХЛ       | 5                  | 0                  | 2                  | 2                  | 0                  | —       | —       | —       | —       | —       |
| 1998–99   | «Нью-Джерсі Девілс» | НХЛ       | 72                 | 11                 | 35                 | 46                 | 26                 | 7       | 1       | 3       | 4       | 18      |
| 1999–00   | «Нью-Джерсі Девілс» | НХЛ       | 71                 | 7                  | 31                 | 38                 | 48                 | 22      | 5       | 2       | 7       | 10      |
| 2000–01   | «Нью-Джерсі Девілс» | НХЛ       | 57                 | 6                  | 29                 | 35                 | 22                 | 21      | 0       | 6       | 6       | 14      |
| 2001–02   | «Нью-Джерсі Девілс» | НХЛ       | 76                 | 11                 | 22                 | 33                 | 30                 | 6       | 0       | 2       | 2       | 6       |
| 2002–03   | «Нью-Джерсі Девілс» | НХЛ       | 81                 | 11                 | 28                 | 39                 | 62                 | 24      | 2       | 16      | 18      | 16      |
| 2003–04   | «Нью-Джерсі Девілс» | НХЛ       | 81                 | 14                 | 40                 | 54                 | 44                 | 5       | 1       | 0       | 1       | 6       |
| 2005–06   | «Анагайм Дакс»      | НХЛ       | 82                 | 13                 | 50                 | 63                 | 96                 | 16      | 2       | 9       | 11      | 14      |
| 2006–07   | «Анагайм Дакс»      | НХЛ       | 79                 | 15                 | 54                 | 69                 | 86                 | 21      | 3       | 8       | 11      | 26      |
| 2007–08   | «Анагайм Дакс»      | НХЛ       | 48                 | 8                  | 17                 | 25                 | 16                 | 6       | 0       | 2       | 2       | 4       |
| 2008–09   | «Анагайм Дакс»      | НХЛ       | 82                 | 14                 | 45                 | 59                 | 70                 | 13      | 3       | 7       | 10      | 11      |
| 2009–10   | «Анагайм Дакс»      | НХЛ       | 80                 | 10                 | 38                 | 48                 | 38                 | —       | —       | —       | —       | —       |
| НХЛ разом | НХЛ разом           | НХЛ разом | 1263               | 172                | 568                | 740                | 784                | 202     | 25      | 73      | 98      | 155     |

### Збірна
| Рік                | Команда            | Турнір             | І  | Г | П | О  | ШХ |
| ------------------ | ------------------ | ------------------ | -- | - | - | -- | -- |
| 1991               | Канада             | МЧС                | 3  | 0 | 0 | 0  | 0  |
| 1992               | Канада             | МЧС                | 7  | 0 | 0 | 0  | 10 |
| 1996               | Канада             | КС                 | 8  | 1 | 3 | 4  | 6  |
| 2002               | Канада             | ОІ                 | 6  | 1 | 1 | 2  | 4  |
| 2004               | Канада             | ЧС                 | 9  | 3 | 2 | 5  | 12 |
| 2004               | Канада             | КС                 | 6  | 1 | 1 | 2  | 9  |
| 2010               | Канада             | ОІ                 | 7  | 1 | 2 | 3  | 4  |
| Молодіжна збірна   | Молодіжна збірна   | Молодіжна збірна   | 10 | 0 | 0 | 0  | 10 |
| Національна збірна | Національна збірна | Національна збірна | 36 | 7 | 9 | 16 | 35 |